# Chocolat (novela)
Chocolat es una novela de Joanne Harris que se publicó el 4 de marzo de 1999. Cuenta la historia de Vianne Rocher, una joven madre soltera junto con su hija de seis años, llamada Anouk, que llegan a un pueblo francés de Lansquenet-sous-Tannes, para abrir una chocolatería, llamada: La Céleste Praline, que está en una plaza frente a una iglesia. Durante la temporada tradicional de ayuno y abnegación; ella cambia suavemente las vidas de los aldeanos que la visitan, con una combinación de simpatía, subversión y un poco de magia.
Esto escandaliza a Francis Reynaud, el sacerdote del pueblo y sus partidarios. A medida que aumentan las tensiones, la comunidad está cada vez más dividida. 
A medida que se acerca la Pascua, el ritual de la Iglesia se enfrenta a la indulgencia del chocolate, y el Padre Reynaud y Vianne Rocher se enfrentan a un enfrentamiento inevitable. 
Harris ha indicado que varios de los personajes fueron influenciados por individuos en su vida. Su hija forma la base de la joven Anouk, incluido su conejo imaginario, Pantoufle. La bisabuela independiente y obstinada de Harris influyó en su interpretación de Vianne y la anciana Armande.

## Trama
Vianne Rocher, llega a una pequeña villa francesa de Lansquenet-sous-Tannes junto con su hija, llamada Anouk. They are brought by "the wind" durante los últimos días del Carnaval, abrió una chocolatería llamada; «La Céleste Praline». El sacerdote de la aldea, Francis Reynaud, está inicialmente desconcertado por su llegada porque la Cuaresma acaba de comenzar, pero su confusión se convierte rápidamente en ira cuando comprende que Vianne tiene creencias peligrosas, no obedece a la iglesia e «ignora» las reglas tácitas que siente, debe gobernar su «rebaño».
Vianne, aprende de sus pensamientos personales, es una bruja, aunque no usa la palabra. Su madre y ella eran vagabundas, yendo de una ciudad a otra. Su madre se esforzó por inspirar la misma necesidad de libertad en su hija, que es más social y pasiva. Nacieron con regalos y usaron una especie de «magia domestica» para ganarse la vida. A lo largo de su vida, Vianne has been running from the "Black Man", un motivo y recurrente folclore de su madre. Cuando su madre muere de cáncer terminal, Vianne continúa sola, tratando de evadir al Hombre Negro y la fuerza misteriosa del viento y establecer su vida normal.

## Personajes
- Vianne Rocher: single mother of Anouk, blows in to the small village of Lasquennet-sous-les-Tannes and opens a ''chocolaterie'' at the beginning of Lent. She is described as taller than the average woman, with black curly hair, "dark eyes that seem pupilless", straight brows that would make her face stern if not for the amused quirk of her mouth, a little too big. Her favourite scent is mimosa. She loves Anouk very much, and her greatest fear is that they will be torn apart. She has a friendly, charming personality, but stubborn too, and she stands up for her beliefs, in a mild yet firm manner. She also has a keen sense of people and great powers of intuition.
- Francis Reynaud: is the priest. He tries to make Vianne and her daughter leave as he believes her shop inappropriate. He comes to believe that she is Satan's helper. He is fanatical and puritanical in his beliefs, due to the inspiration of Père Michel, his predecessor, and his troubled childhood. He has a strong sense of dignity, which might be mistaken for pride sometimes, an obsession with following the rules and believes himself superior in terms of moral strength and intellect as he observes with chagrined disdain in one of his confessions.
- Anouk Rocher: es la hija de Vianne. Ella es una niña que tiene un amigo imaginario, un conejo llamado Pantoufle.
- Josephine Muscat: es la esposa de Paul-Marie Muscat. Al principio del libro ella tiene una personalidad temerosa, the result of the incessant brutal treatment received at the hand of her husband. She starts to hope after Vianne offers her friendship, and finally she leaves her husband. Vianne offers her a job and residence at her chocolaterie, arguing that if she leaves the town, she'll never stop running. Under her guidance, Josephine transforms, becoming stronger, more self-confident and charming.
- Paul-Marie Muscat: married to Josephine, using her as his servant. He beats her often and he drinks too much. Under his father's guidance he developed a cruel personality that, coupled with his need for vengeance, made him incinerate Roux's boat.
- Armande Voizin: the mother of Caroline Clairmont, is the first to anticipate the changes Vianne's arrival would bring. She believes Vianne is also a witch, though Vianne doesn't agree with the word. They become friends, due to a similarity in personalities and the freedom of spirit they both share. Vianne helps Armande reconnect with her grandson, Luc, and Armande helps Vianne after one of Reynaud's strong sermons. She has a secret love of underwear and the poetry of Rimbaud. It is revealed that when she was a very good climber, she would often throw things at passers-by from the trees. She has a strong disdain for Reynaud and some of the villagers that follow him blindly, who she calls 'bible groupies'.
- Caroline Clairmont: es one of the aforementioned 'bible groupies' and doesn't have a good relationship with her mother, the result of which was banning Luc from ever seeing his grandmother again. She is superficial and spiteful, and she fusses too much over Armande, a fact which the latter hates. She's quick to point out everyone else's mistakes but not her own and rarely does anything without expecting something in return.
- Luc Clairmont: es el hijo de Caroline Clairmont whom she raised with obsessive care. Luc has a penchant por lo dark and bizarre which he's been hiding for fear of upsetting his mother.
- Guillaume: An elderly gentleman, devoted to his sick dog, Charly.
- Narcisse: es un agricultor y florista.
- Roux: es un gitano de río. Conoce a Armande, Vianne y Anouk.

- Zezette y Blanche: son dos gitanos de río.

## Detalles de versiones
- 1999, Estados Unidos, Viking Adult (ISBN 0-670-88179-1), fecha de publicación, febrero de 1999, tapa dura
- 1999, Reino Unido, Doubleday (ISBN 0-385-41064-6), fecha de publicación 4 de marzo de 1999, tapa dura (primera edición)
- 2000, Reino Unido, Black Swan (ISBN 0-552-99848-6), fecha de publicación 2 de marzo de 2000, libro en rústica
- 2000, Australia, Black Swan (ISBN 0-552-99893-1), fecha de publicación 2000, libro en rústica (edición de película).
- 2000, Estados Unidos, Penguin Books (ISBN 0-14-028203-3), fecha de publicación en enero de 2000, libro en rústica tapa dura
- 2000, Estados Unidos, Penguin Books (ISBN 0-14-100018-X), fecha de publicación en noviembre de 2000, libro en rústica (edición cinematográfica)

## Adaptación cinematográfica
La novela de Harris fue adaptada para una película que fue dirigida por Lasse Hallström, 

## Secuela
En 2007, se publicó en el Reino Unido una secuela de esta novela, titulada The Lollipop Shoes, al año siguiente se lanzó en Estados Unidos bajo el nombre de The Girl with No Shadow. En mayo de 2012, se publicó otra secuela, titulada Peaches for Monsieur le Curé, Peaches for Father Francis en los Estados Unidos.